# Crenicichla alta
Crenicichla alta — вид цихлід, що походить із Південної Америки. Він зустрічається в басейні річки Амазонка, в басейні річки Бранко, Бразилія та басейні річки Ессекібо, Гаяна. Цей вид сягає 16 см (6,3 дюйм) завдовжки.